# Kendrick Lamar
Kendrick Lamar Duckworth (* 17. června 1987, Compton, Kalifornie, USA) je americký rapper a dvacetidvounásobný držitel ceny Grammy. Byl členem neformálního uskupení Black Hippy, které tvořili další tři rappeři z labelu Top Dawg Entertainment: Jay Rock, Schoolboy Q a Ab-Soul. Je to jediný rapper, který byl oceněn Pulitzerovou cenou v hudební kategorii. Je známý pod řadou aliasů, například King Kendrick, K. Dot, Cornrow Kenny nebo Kung Fu Kenny, a od roku 2022 také vystupuje jako oklama.
Roku 2011 vydal kritiky oceňované nezávislé album Section.80, což mu zajistilo smlouvu u labelu Aftermath Entertainment, který vede Dr. Dre. Ten mu poté pomáhal vytvořit debutové album good kid, m.A.A.d city, které bylo vydáno v říjnu 2012. V roce 2015 následovalo druhé album u Aftermath To Pimp a Butterfly, v roce 2017 album Damn oceněné Pulitzerovou cenou, a dále Mr. Morale & the Big Steppers (2022) a GNX (2024). Všechny desky zazmamely velký úspěch nejen u posluchačů, ale i hudebních kritiků.

## Biografie

### Dětství
Narodil se roku 1987 ve městě Compton v okrese Los Angeles, stát Kalifornie. Jeho rodiče pocházeli z Chicaga. Navštěvoval lokální střední školu Centennial High School. Mezi jeho příbuzné patří známý basketbalista NBA Nick Young a rapper Baby Keem.

### Počátky hudební kariéry (2003–2009)
Roku 2003, když mu bylo šestnáct, nahrál první mixtape s názvem Youngest Head Nigga In Charge. Tehdy používal pseudonym K-Dot. Mixtape vzbudil zájem u tamního nezávislého labelu Top Dawg Entertainment, jehož vedení mu nabídlo smlouvu. V roce 2005 u nich vydal mixtape Training Day.
Nejvíce ho ovlivnila tvorba rappera 2Pac, dále čerpá inspiraci od umělců jako jsou The Notorious B.I.G., Jay-Z, Nas a Eminem.
V roce 2008 spolupracoval s rapperem Game, kdy spolu nahráli písně "Cali Niggaz" a "The Cypha". Poté si ho Game vybral jako předskonana pro své turné, kde vystupoval i Jay Rock. Roku 2009 vydal třetí mixtape nazvaný C4, používající instrumentální nahrávky z alba Tha Carter III od Lil Wayne, a brzy poté přestal používat pseudonym K-Dot a začal používat své rodné jméno. Na konci roku 2009 ještě vydal nezávislé EP s názvem Kendrick Lamar EP.

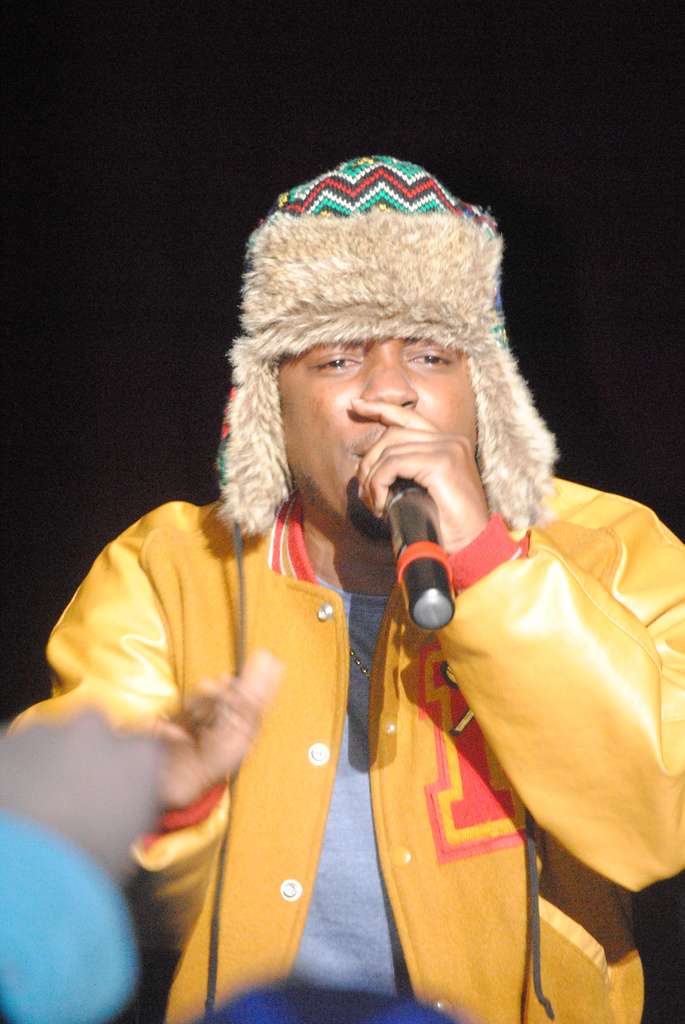
Kendrick Lamar při vystoupení roku 2011.

### Overly DedicatedaSection.80(2010–2011)
Roku 2010 se účastnil turné s názvem The Independent Grind, společně s rappery jako Tech N9ne a Jay Rock. V září 2010 vydal mixtape Overly Dedicated, který obsahuje píseň "Ignorance Is Bliss", ve které oslavuje Gangsta rap a pouliční násilí. Tato píseň byla prvním podnětem, který vzbudil zájem hudebního producenta Dr. Dre. Ten ho poté pozval ke spolupráci na plánovaném albu Detox.
V červenci 2011 vydal nezávislé album Section.80, které sklidilo velmi kladné kritiky. Album bylo vydáno k digitálnímu prodeji, kdy se prodalo 5 300 kusů v prvním týdnu prodeje v USA. Tím debutovalo na 113. příčce žebříčku Billboard 200, a také na první příčce žabříčku Top Heatseekers. To vše bez mediální propagace.
Mixtape mu vynesl pozvání na spolupráce mainstreamových umělců jako Game, Meek Mill, DJ Khaled nebo Drake. V srpnu 2011 vystoupil na koncertě v Los Angeles společně s legendami Dr. Dre, Snoop Dogg a Game, kteří ho posléze "korunovali" novým králem západního pobřeží USA.

### good kid, m.A.A.d city(2012-2013)
V březnu 2012 podepsal label Top Dawg joint venture spolupráci s nahrávacími společnostmi Aftermath a Interscope, a tím se Kendrick Lamar stal mainstreamovým umělcem. Sám byl jediným umělcem z Top Dawg Ent., který získal smlouvu u Aftermath Ent. s distribucí u Interscope Records, ostatní umělci z labelu Top Dawg mají zajištěnou distribuci pouze u Interscope Records.

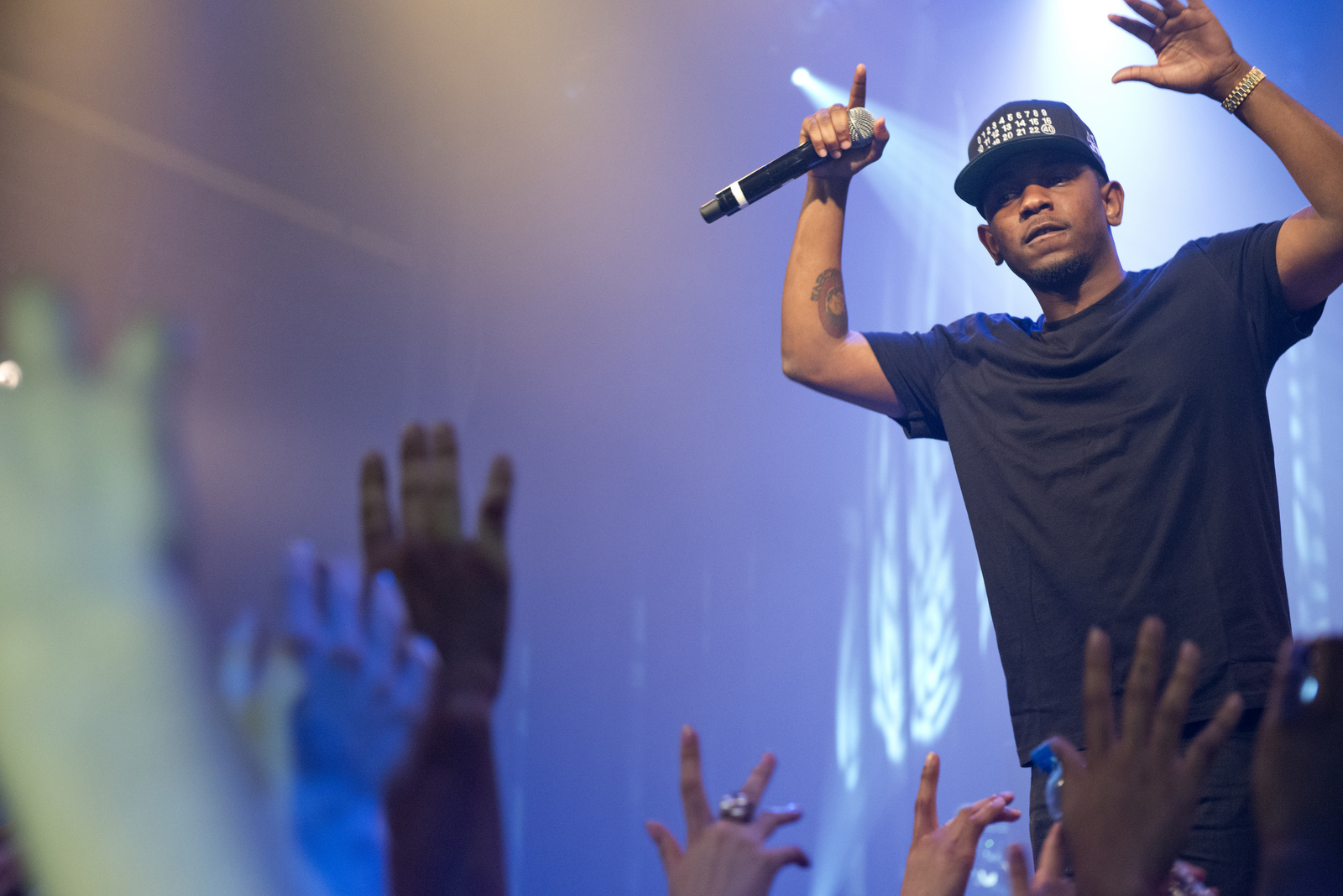
Lamar na koncertu r. 2013.

V dubnu 2012 byl zveřejněn první major singl "The Recipe" (ft. Dr. Dre). Ten se umístil na 38. příčce žebříčku Hot R&B/Hip-Hop Songs a objevil se jako bonus track na deluxe verzi alba. V téže době oznámil plánované vydání svého debutového alba good kid, m.A.A.d city. Album bylo vydáno 22. října 2012, kdy se ve svém prvním týdnu prodeje v USA umístilo na 2. příčce žebříčku Billboard 200 s 241 000 prodanými kusy. Prvním oficiálním singlem byla píseň "Swimming Pools (Drank)", která se vyšplhala na 17. příčku žebříčku Billboard Hot 100 a na 63. v UK Singles Chart. V prosinci 2012 v USA album získalo certifikaci zlatá deska za 500 000 prodaných kusů. V červnu 2013 bylo oceněno certifikací platinová deska. Celkem se v USA prodalo 1 324 000 kusů. Singly "Swimming Pools" a "Poetic Justice" byly asociací RIAA oceněny certifikací zlatý singl za překročení prodeje 500 000 kusů.
V srpnu 2013 nahrál sloku pro píseň "Control" od Big Seana, na které se prohlásil za krále New Yorku a kritizoval všeobecné pohodlí rapperů, kteří se odmítají pustit do vzájemných konfliktů. Tím připomněl "Beef" kulturu hip-hopu z 90. let 20. století a prvních let 21. století. V následném interview uvedl, že jeho text nebyl vytvořen s nenávistí, ale za cílem vyvolat zdravou konkurenci mezi rappery. Na jeho prohlášení následně reagovala řada rapperů, buď v rozhovorech či na Twitteru, někteří dokonce nahráli písně, ve kterých zpochybnili, že by kdy mohl být Kendrick Lamar králem New Yorku. Z nich například: Joell Ortiz - "Outta Control", B.o.B - "How 2 Rap", Lupe Fiasco - "SLR 2" nebo Papoose - "Control Freestyle".

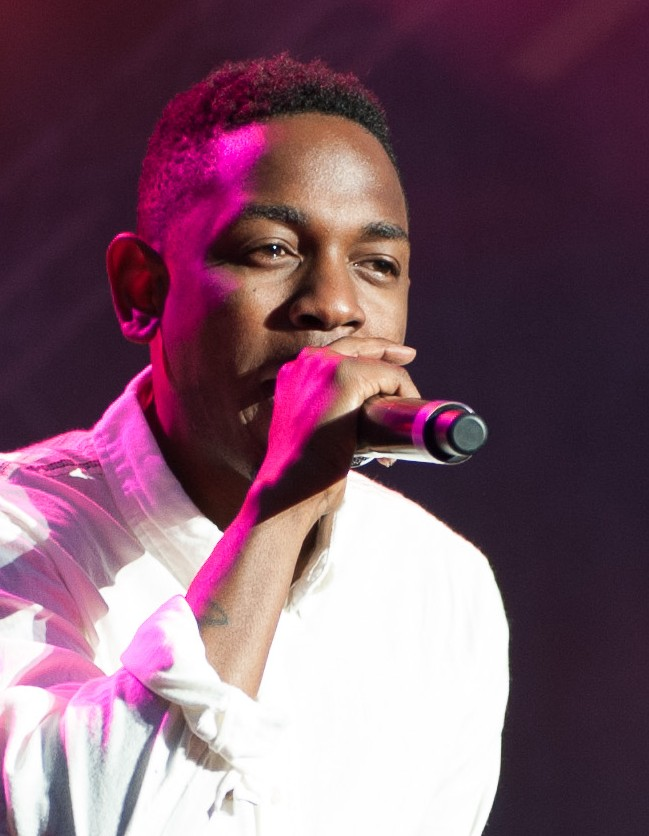
Kendrick Lamar na festivalu Way Out West, Švédsko, 2013.

Na 56. ročníku hudebních cen Grammy obdržel sedm nominací, avšak žádnou neproměnil. Rapper Macklemore, výherce ceny za rapové album roku, po slavnostní ceremonii oznámil, že si tuto cenu více zasloužil Kendrick Lamar se svým albem good kid, m.A.A.d. city. V září 2019 album zaznamenalo svůj 358. týden v žebříčku prodejnosti alb Billboard 200 a překonalo tak dosavadní rekord hip-hopového alba The Eminem Show od Eminema. V říjnu 2022 album zaznamenalo milník deseti let (520 týdnů) strávených bez přestávky v žebříčku Billboard 200, jako první hip-hopové album v historii.

### To Pimp a Butterflyauntitled unmastered.(2014–2016)
Na začátku roku 2014 začal pracovat na svém třetím studiovém albu. Během roku nahrál okolo čtyřiceti nových písní, na kterých spolupracoval například s producenty, jakými jsou Dr. Dre, Tae Beast a Sounwave. Také oznámil, že při tvorbě nového alba nemyslel na úspěch toho předchozího. Na konci července 2014 oznámil, že chystá premiéru svého krátkometrážního filmu s názvem m.A.A.d. Inspirací snímku bylo jeho album good kid, m.A.A.d city. Film měl premiéru na festivalu Sundance NEXT Fest. Během léta 2014 nahrál několik písní s producentem Flying Lotus. Jedna z jejich spoluprací s názvem "Never Catch Me" byla vydána jako singl k producentovu albu You're Dead. V září prohlásil, že na novém albu nebudou žádní přizvaní umělci. Spekulovalo se, že by album mělo být vydáno na podzim 2014. V září 2014 vydal první singl s názvem "i", píseň se umístila na 39. příčce amerického žebříčku.

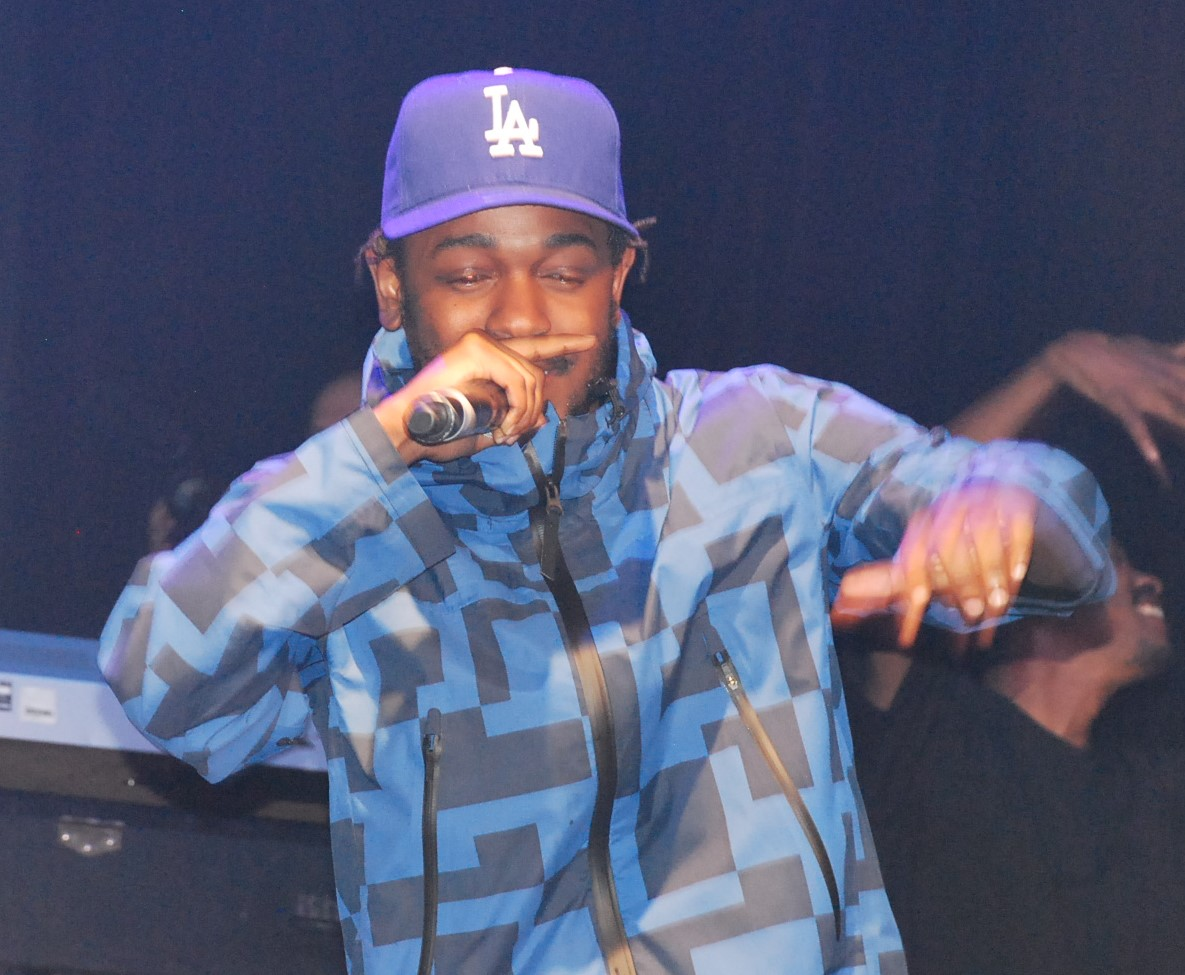
Lamar na koncertu r. 2015.

V únoru 2015 byla píseň "i" oceněna dvěma cenami Grammy, a to za nejlepší rapovou píseň a za nejlepší rapový počin. Poté vydal druhý singl, píseň "The Blacker the Berry", ten se v US žebříčku nejdříve neumístil, ale po vydání alba se umístil na 66. příčce. Album mělo být vydáno 23. března 2015. V březnu přes Twitter oznámil název alba To Pimp a Butterfly a zveřejnil obal. Album nakonec bylo překvapivě vydáno již 15. března 2015. V první týden prodeje se v USA prodalo 324 403 kusů, album tím debutovalo na prvních příčkách US žebříčků. Současně zaznamenalo 39 milionů streamů. Po vydání alba se v žebříčku Billboard Hot 100 umístily i písně "Alright" (82.), "Wesley's Theory" (91.), "These Walls" (94.) a "Institutionalized" (99.). Třetím singlem byla zvolena píseň "King Kunta" (58. příčka). V únoru 2016 bylo album certifikováno společností RIAA jako platinová deska (1 milion ks v distribuci). Důvodem byla změna pravidel RIAA, která začala přičítat i streamování audio a video obsahu alb. Do března 2016 se v USA prodalo 850 000 kusů alba.
V říjnu a listopadu 2015 probíhalo v osmi městech USA turné 1st Annual Kunta's Groove Sessions. Kendrick Lamar při něm vystupoval s písněmi z alba To Pimp a Butterfly. Na turné ho doprovázela jeho podpůrná kapela The Wesley Theory a rapper Jay Rock. Ve Washingtonu vystoupil spolu s národním symfonickým orchestrem v prestižním Kennedyho Centru. Koncert byl vyprodaný během několika hodin. Fanoušky pobouřilo, že přednost dostali členové Kennedyho Centra, kteří lístky vykoupili.
Pro 58. předávání cen Grammy (za rok 2015) obdržel 11 nominací. Z nich proměnil pět, a to za nejlepší rapové album (To Pimp a Butterfly), dvě za píseň „Alright“, jednu za píseň „These Walls“ a jednu za nejlepší videoklip („Bad Blood“ – Taylor Swift ft. Kendrick Lamar). V únoru 2016 mu starostka Aja Brown předala symbolický klíč od města Compton.
Dne 4. března 2016 bez předchozího oznámení či propagace vydal kompilační EP s názvem untitled unmastered.. EP obsahuje osm „untitled“ písní s celkovou délkou 34 minut. Před vydáním vystoupil se dvěma písněmi z EP v TV pořadech The Colbert Report a The Tonight Show starring Jimmy Fallon. EP bylo vydáno v digitální podobě na hudebních službách.

### DAMN.,Black Panther OSTa odmlka (2017–2020)

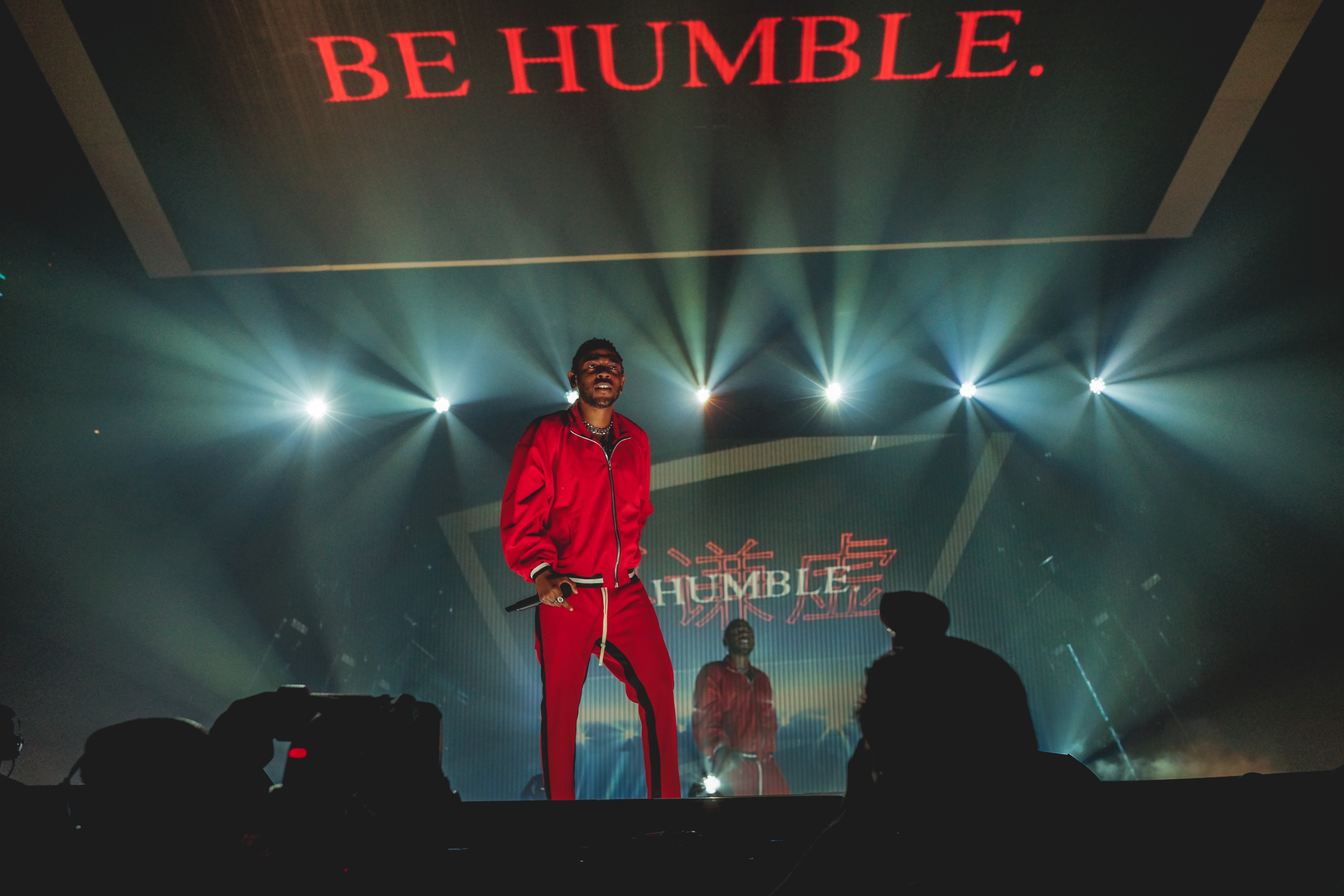
Lamar na The DAMN Tour r. 2017.

Dne 23. března 2017 vydal propagační singl "The Heart Part 4", který se umístil na 22. příčce žebříčku Billboard Hot 100. O týden později vydal první singl z nového alba. Píseň s názvem "Humble" (stylizováno jako "HUMBLE.") debutovala na 2. příčce žebříčku Billboard Hot 100, jako dosud jeho nejúspěšnější singl. Současně se jednalo o nejlepší debut rapové písně od roku 2010. Píseň si v prvním týdnu vydání koupilo 111 000 lidí a byla 49,8milionkrát streamována. Spolu se singlem byl ve stejné době vydán i videoklip. Později se píseň vyhoupla na vrchol hitparády, jako Lamarův první number-one hit.
Dne 11. dubna 2017 na svém profilu na Twitteru zveřejnil obal a seznam písní svého čtvrtého alba. Album nese název Damn (stylizováno jako DAMN.) a bylo vydáno dne 14. dubna 2017. Na albu hostuje zpěvačka Rihanna a skupina U2. Všechny názvy písní jsou jednoslovné, psané velkými písmeny a s tečkou na konci.
V první týden prodeje se v USA prodalo 600 tisíc kusů alba (kombinovaný přímý prodej a streamy). Album debutovalo na první příčce žebříčku Billboard 200, jako již Lamarovo třetí v řadě. Ve druhý týden se v USA prodalo dalších 230 tisíc kusů alba. Po vydání alba se do žebříčku písní Billboard Hot 100 dostalo všech čtrnáct písní z alba. Nejúspěšnější byly písně "DNA" (4. příčka), "Loyalty" (ft. Rihanna) (14. příčka), "Element" (16. příčka) a "Love" (ft. Zacari) (18. příčka). Album tak se svým popovějším zvukem zaznamenalo obrovský úspěch nejen u kritiků (95 bodů ze 100 na serveru Metacritic), ale také u komerčního publika. Již 3. května 2017 album v USA získalo certifikaci platinová deska. Album bylo nejprodávanějším albem prvního pololetí 2017, kdy se ho od dubna do června prodalo 1 772 000 ks (i se streamy). Na konci července 2017 album obdrželo certifikaci 2x platinová deska za 2 miliony kusů alba v distribuci (včetně streamů). Do konce roku 2017 se alba prodalo 2 747 000 ks po započítání streamů (z toho 930 000 ks v běžném prodeji). Nakonec bylo druhým nejprodávanějším albem roku 2017. V roce 2018 se alba prodalo dalších 830 000 ks (po započítání streamů).
Obsah alba byl nominován na sedm cen grammy, včetně nahrávky roku (za píseň "Humble") a alba roku (DAMN.). Na slavnostním předávání cen celkem obdržel pět cen: tři za píseň "Humble" (rapový počin roku, rapová píseň roku, videoklip roku), jednu za píseň "Loyalty" (ft. Rihanna) (rap/zpěv spolupráce roku) a jednu za album DAMN. (rapové album roku). Lamar v roce 2018 obdržel za album DAMN. Pulitzerovu cenu za hudbu.
V roce 2017 byl vybrán režisérem Ryanem Cooglerem, aby spolu s umělci z labelu Top Dawg Entertainment produkoval a nahrál soundtrack ke komiksovému filmu Black Panther. V roce 2018 byly vydány singly "All the Stars" (se SZA) (7. příčka), "King's Dead" (s Jay Rock a Future) (23. příčka) a "Pray For Me" (s The Weeknd) (7. příčka). Na 61. předávání cen Grammy byla píseň "King's Dead" vybrána za nejlepší rapový počin roku.

### pgLang aMr. Morale & the Big Steppers(2021–2023)
V srpnu 2021 se vrátil do hitparád, když hostoval na singlu „Family Ties“ od svého bratrance rappera Baby Keema, který byl prvním interpretem upsaným pod Lamarovým labelem pgLang. Píseň se umístila na 18. příčce. Dalším zářezem bylo umístění písně „Range Brothers“ z téhož alba (53. příčka). Lamar v téže době začal více komumikovat s médii a například prohlásil, že jeho další album bude poslední u Top Dawg Entertainment. Na 64. ročníku cen Grammy byla v roce 2022 oceněna píseň „Family Ties“ jako nejlepší rapový počin.
V polovině dubna 2022 oznámil datum vydání svého pátého studiového alba Mr. Morale & the Big Steppers. To vyšlo v polovině května. Týden před vydáním alba zveřejnil video k nové písni „The Heart Part 5“. Album je rozděleno na dvě cca půlhodinové části. Mezi hosty jsou Sampha, Ghostface Killah, Taylour Paige, Kodak Black nebo Baby Keem. V první den prodeje album zlomilo rekord v rychlosti generování streamů za rok 2022 na služebě Apple Music (s 60 miliony streamy v první den). Debutovalo na první příčce žebříčku Billboard 200 s 295 000 prodanými kusy (po započítání 343 milionů streamů) v první týden prodeje v USA. Šlo o nejlepší dosavadní výkon o první týden prodeje v USA v roce 2022. Všech osmnáct skladeb se umístilo v Top 60 místech žebříčku Billboard Hot 100. Nejlépe singly „N95“ (3. příčka) a „Silent Hill“ (s Kodak Black) (7. příčka), a dále písně „Die Hard“ (s Blxst a Amanda Reifer) (5. příčka), „United in Grief“ (8. příčka) a „Father Time“ (ft. Sampha) (11. příčka).
V 65. ročníku cen Grammy obdržel osm nominací, ze kterých proměnil tři - získal cenu za nejlepší rapové album roku (Mr. Morale & the Big Steppers), a ceny za nejlepší rapovou píseň a nejlepší rapový počin za píseň „The Heart Part 5“.
Jeho světové turné The Big Steppers Tour, které probíhalo od června 2022 do března 2024, utržilo 110 milionů amerických dolarů. Tím bylo ve své době nejvýdělečnějším sólovým koncertním turné rappera. Později v roce 2024 ho překonalo světové turné Travise Scotta.

### Spor s Drakem aGNX(2024–2025)
V březnu 2024 vyšla na albu We Don't Trust You od rappera Futurea a producenta Metro Boomin píseň „Like That“, na které Lamar hostoval. Na singlu překvapivě dissoval Drakea a J. Colea, což pomohlo k virálnímu úspěchu písně a jejímu umístění na vrcholu hitparády Billboard Hot 100. J. Cole mu po pár dnech odpověděl na své mixtape Might Delete Later v písni „7 Minute Drill“. Nicméně brzy poté uvedl, že zveřejnění písně lituje a nadále útočit nebude; píseň následně smazal ze streamovacích služeb. Oproti tomu Drake odpověděl v písni „Push Ups (Drop & Give Me 50)“, ve které zaútočil na Kendricka Lamara, Futurea, Metro Booomina, Ricka Rosse a the Weeknda. Drake se ještě téhož dne dočkal reakce od Ricka Rosse v písni „Champagne Moments“. Zatímco Drake čekal na odpověď Kendricka Lamara, na internetu se objevil diss track „Freestyle/One Shot“, u kterého se ale ukázalo, že šlo o výtvor fanouška, který použil umělou inteligenci přesvědčivě napodobující hlas Kendricka Lamara. Do beefu se mezitím zapojil Kanye West, který nahrál remix písně „Like That“, ve které se pustil do Drakea a J. Colea. Drake ještě v dubnu vydal diss track „Taylor Made Freestyle“, u kterého využil za pomoci umělé inteligence generátor hlasu legend západního pobřezí Tupaca a Snoop Dogga, pro které napsal texty plné zklamání z pasivity Kendricka Lamara. Pozůstalost 2Paca následně pohrozila Drakeovi žalobou, pokud neautorizované použití 2Pacova hlasu nestáhne ze streamovacích služeb. Drake tak ihned poté učinil. 
Na konci dubna Kendrick Lamar odpověděl písní „Euphoria“ (3. příčka v žebříčku Billboard Hot 100). Začátkem května vydal další disstrack „6:16 in LA“. Drake rychle odpověděl písní „Family Matters“, ve které Lamara například obvinil z domácího násilí vůči jeho partnerce nebo z toho, že vychovává nevlastní dítě. Po hodině Kendrick Lamar na YouTube nahrál další diss track „Meet the Grahams“ (12. příčka), ve kterém Drakea nevybíravě zostuzoval před jednotlivými členy jeho rodiny a současně ho obvinil, že má dceru, kterou zapřel.  Krátce poté Lamar vydal již třetí diss track během 36 hodin, který nazval „Not Like Us“. V něm Drakea obvinil, že je sexuální predátor, kterého přitahují nezletilé ženy a že vykrádá kulturu atlantského rapu. Drake nato odpověděl písní „The Heart Part 6“, která názvem odkazuje na Lamarovu stejnojmennou sérii písní. V disstracku Drake popírá veškerá dřívější obvinění Lamara, přičemž tvrdil, že zprávu o své údajné zapřené dceři vypustil jeho vlastní tým coby dezinformaci, které se Lamar chytil. Opět také zopakoval, že se Lamar dopustil domácího násilí. V závěru naznačil, že ho tento beef již nudí.
Lamarův diss track „Not Like Us“ zlomil rekord na americkém Spotify, kde za jediný den vygeneroval 10,9 milionu streamů, což bylo v žánru hip-hopu historicky nejvíce. Do té doby držel rekord právě Drake s písní „Girls Want Girls“ (6,5 milionu streamů za jediný den). Singl zlomil rekord i v globálním žebříčku Spotify, kdy během prvního dne získal 11,8 milionu streamů, čímž překonal další Drakeův rekord, který držel s písní „Champagne Dreams“. V téže době vypnul na YouTube demonetizaci videí ke svým diss trackům na Drakea, aby na jejich komentování mohli další tvůrci vydělávat. Singl „Not Like Us“ debutoval na první příčce žebříčku Billboard Hot 100. Na Spotify dosáhl hranice 100 milionů streamů za pouhých devět dnů, což byl v žánru hip-hopu nový rekord, který zlomil Drakeův předchozí rekord s písní „God's Plan“. Singl se v žebříčku Billboard Hot 100 udržel nepřetržitě 52 týdnů (jeden rok), což byl rekord pro rapovou píseň.
V listopadu 2024 Drake podal prostřednictvím své firmy Frozen Moments LLC předžalobní výzvu na Universal Music Group (mateřskou společnost, pod níž spadají nahrávací společnosti vydávající alba jak Kendricka Lamara, tak ale i Drakea) a na streamovací službu Spotify. Ve výzvě je obvinil z nezákonného ovlivňování popularity písně „Not Like Us“. Podle Drakea měly tyto společnosti využívat internetových botů ke zvyšování počtu streamů písně a uplácet hudební stanice k přehrávání písně. Výzva dále uváděla, že rekordní zájem o píseň byl vytvořen uměle pod vlivem Universal Music Group, která z tohoto jednání měla značný finanční prospěch. Tímto postupem současně mělo dojít k umělému snížení zájmu o nové písně Drakea a tím k jeho finančnímu poškození. O dva dny později Drake podal druhou předžalobní výzvu, ve které obvinil společnost Universal Music Group z toho, že nezabránila vydání písně „Not Like Us“, ve které se podle něj Kendrick Lamar dopustil urážky na cti a pomluvy, když označil Drakea za pedofila a sexuálního predátora.
V únoru 2025 byl singl „Not Like Us“ oceněn pěti cenami Grammy. Získal ocenění za nejlepší píseň a nahrávku roku, nejlepší rapovou píseň a počin, a za videoklip roku.
Dne 22. listopadu 2024 vyšlo jeho šesté studiové album GNX. Deska byla pojmenovaná podle modelu automobilu od značky Buick. Album má celkem dvanáct skladeb. Většinu produkovali Sounwave a Jack Antonoff. Největšími jmény mezi hosty byli SZA a Roddy Ricch. Mimo ně na albu hostuje několik méně známých rapperů. Album v USA debutovalo na první příčce žebříčku Billboard 200 s 319 000 prodanými kusy (po započítání 379 milionů streamů) během prvního týdne prodeje. Všech dvanáct písní z alba se umístilo v žebříčku Billboard Hot 100, nejlépe: „Squabble Up“ (1. příčka), „TV Off“ (2. příčka), „Luther“ (se SZA) (3. příčka), „Wacced Out Murals“ (4. příčka) a „Hey Now“ (5. příčka). Singl „Luther“ (se SZA) se v únoru 2025 vyšplhal na první příčku žebříčku Billboard Hot 100. Na vrcholu se udržel třináct týdnů, což byl historický rekord pro rapovou nahrávku. V žánrovém žebříčku Billboard Hot R&B/Hip Hop Chart vydržel na první pozici 23 týdnů, což byl také rekord.
V únoru 2025 vystoupil v poločasové přestávce Super Bowlu. Byl historicky prvním rapperem, který zde vystoupil sólo (i přes účast SZA). Jeho koncert sledovalo tehdy rekordních 133,5 milionu diváků.

## Podnikání
V letech 2014 a 2017 spolupracoval na reklamních kampaních značek Reebok a Nike.
V roce 2020 založil spolu s bývalým prezidentem labelu TDE Davem Freem kreativní agenturu a hudební label pgLang. Prvním upsaným umělcem na labelu byl jeho bratranec rapper Baby Keem.

## Osobní život
Kendrick Lamar je praktikujícím křesťanem.
V roce 2015 se zasnoubil s Whitney Alford, se kterou byl ve vztahu již od střední školy. V roce 2019 se páru narodila dcera Uzi a o tři později syn Enoch. 
Před prezidentskými volbami v roce 2012 veřejně prohlásil, že nikdy nevolí, protože nevěří v politiku. Nakonec ale veřejně podpořil Baracka Obamu, což zdůvodnil tím, že podle něj protikandidát Mitt Romney neměl „dobré srdce“. S Obamou se později (v roce 2016) osobně setkal.

## Diskografie

### Studiová alba
- Section.80 (2011)
- good kid, m.A.A.d city (2012)
- To Pimp a Butterfly (2015)
- Damn (2017)
- Mr. Morale & the Big Steppers (2022)
- GNX (2024)

### EP
- Kendrick Lamar EP (2009)
- untitled unmastered. (2016)

### Mixtapy
- Youngest Head Nigga in Charge (2003)
- Training Day (2005)
- No Sleep 'Til NYC (s Jay Rock) (2007)
- C4 (2009)
- Overly Dedicated (2010)